# Вишовград
Вишовград (болг. Вишовград) — село в Болгарии. Находится в Великотырновской области, входит в общину Павликени. Население составляет 386 человек.

## Политическая ситуация

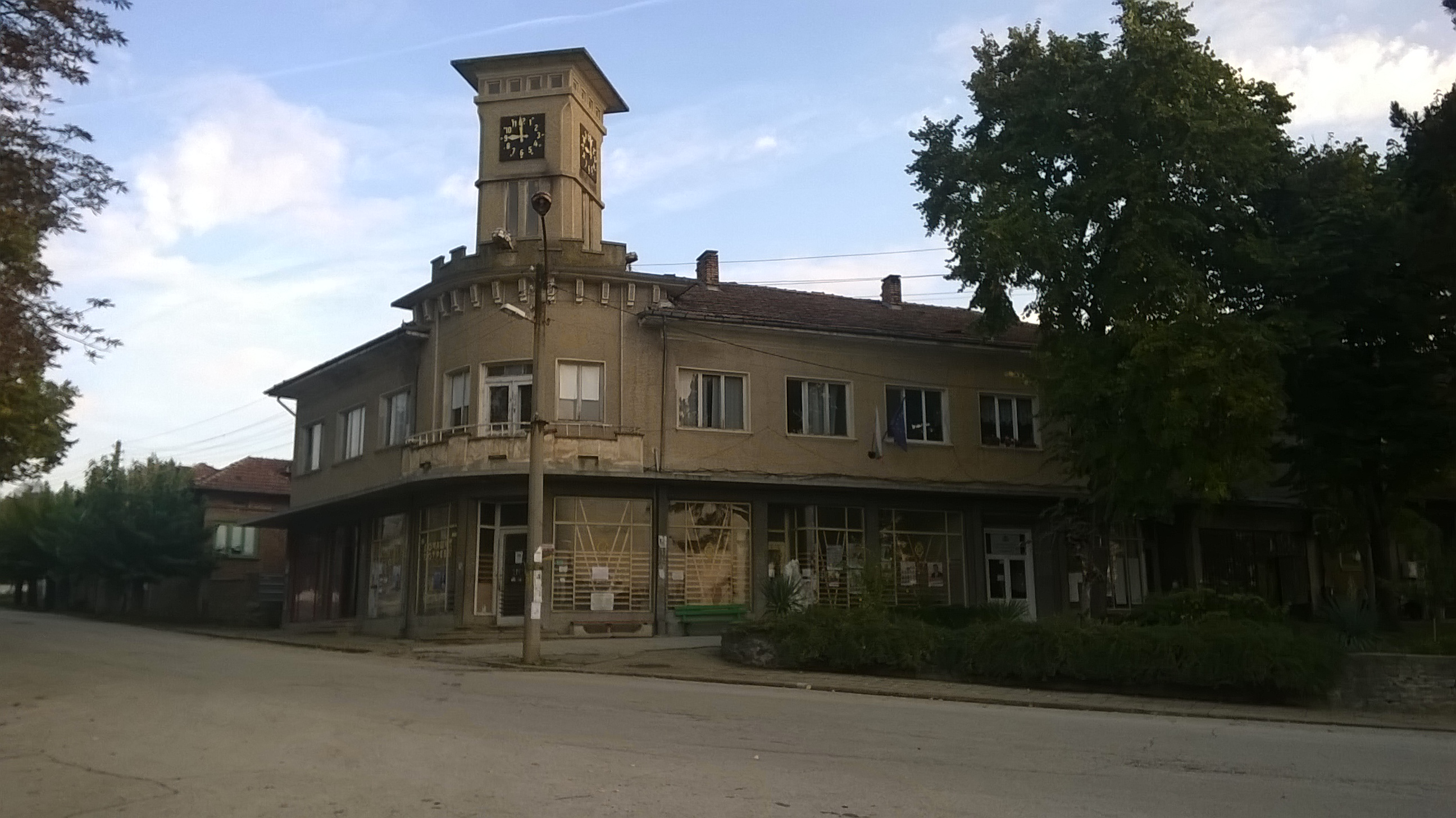
Ратуша Вишовград

В местном кметстве Вишовград, в состав которого входит Вишовград, должность кмета (старосты) исполняет Иван Маринов Иванов (Политическое движение социал-демократов (ПДСД)) по результатам выборов.
Кмет (мэр) общины Павликени — Ангел Иванов Генов (коалиция в составе 2 партий: политический клуб «Экогласность», Земледельческий союз Александра Стамболийского (ЗСАС)) по результатам выборов.

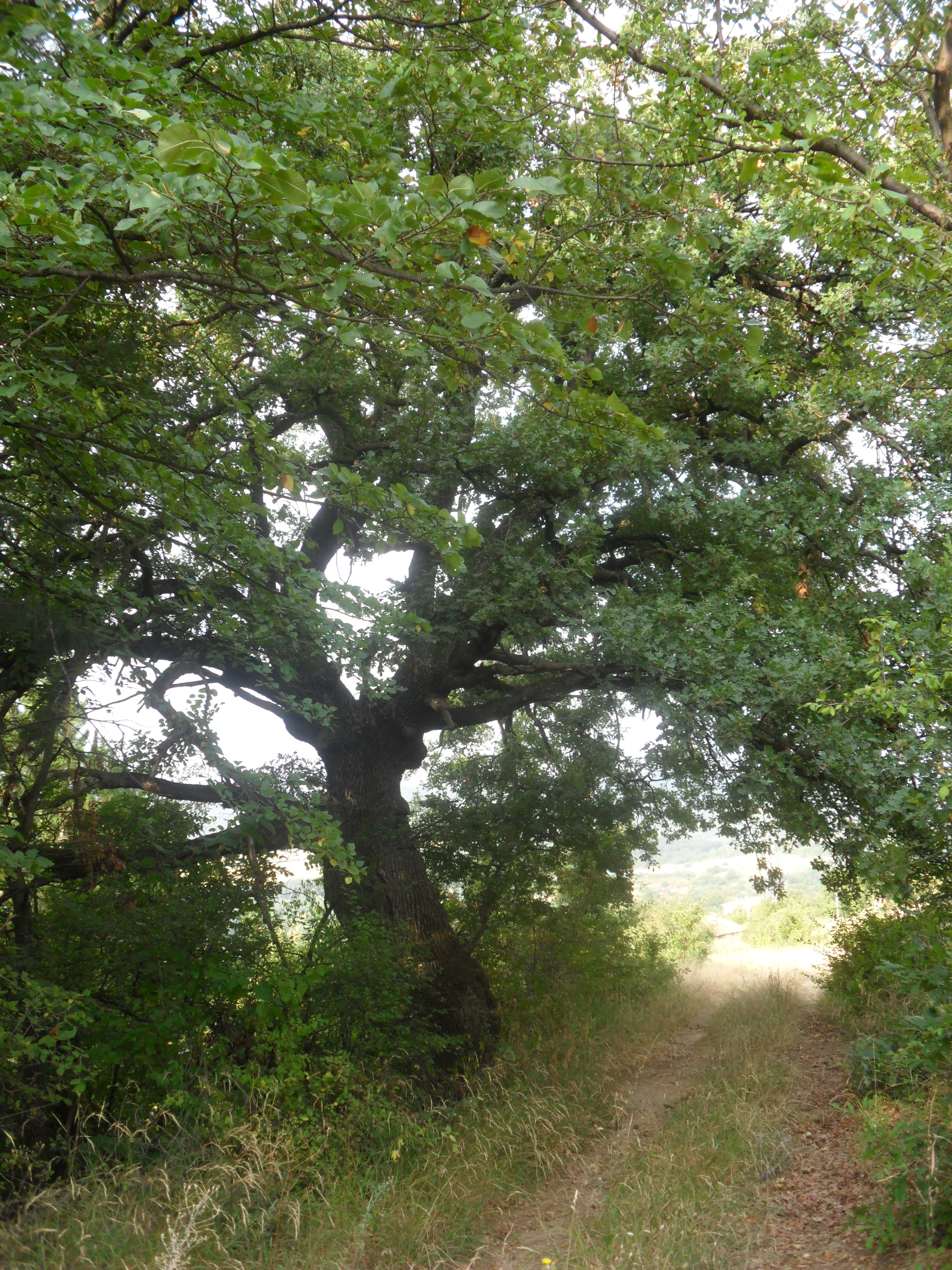
Дерево партизан на горе Голиш

## История
В поселке было два римских населенные пункты.
Вишовград было основано в XIV. В 1726 году в деревня родился болгарский лидер - Мирчо.

## Православная церковь"Святой Пророк Илия"

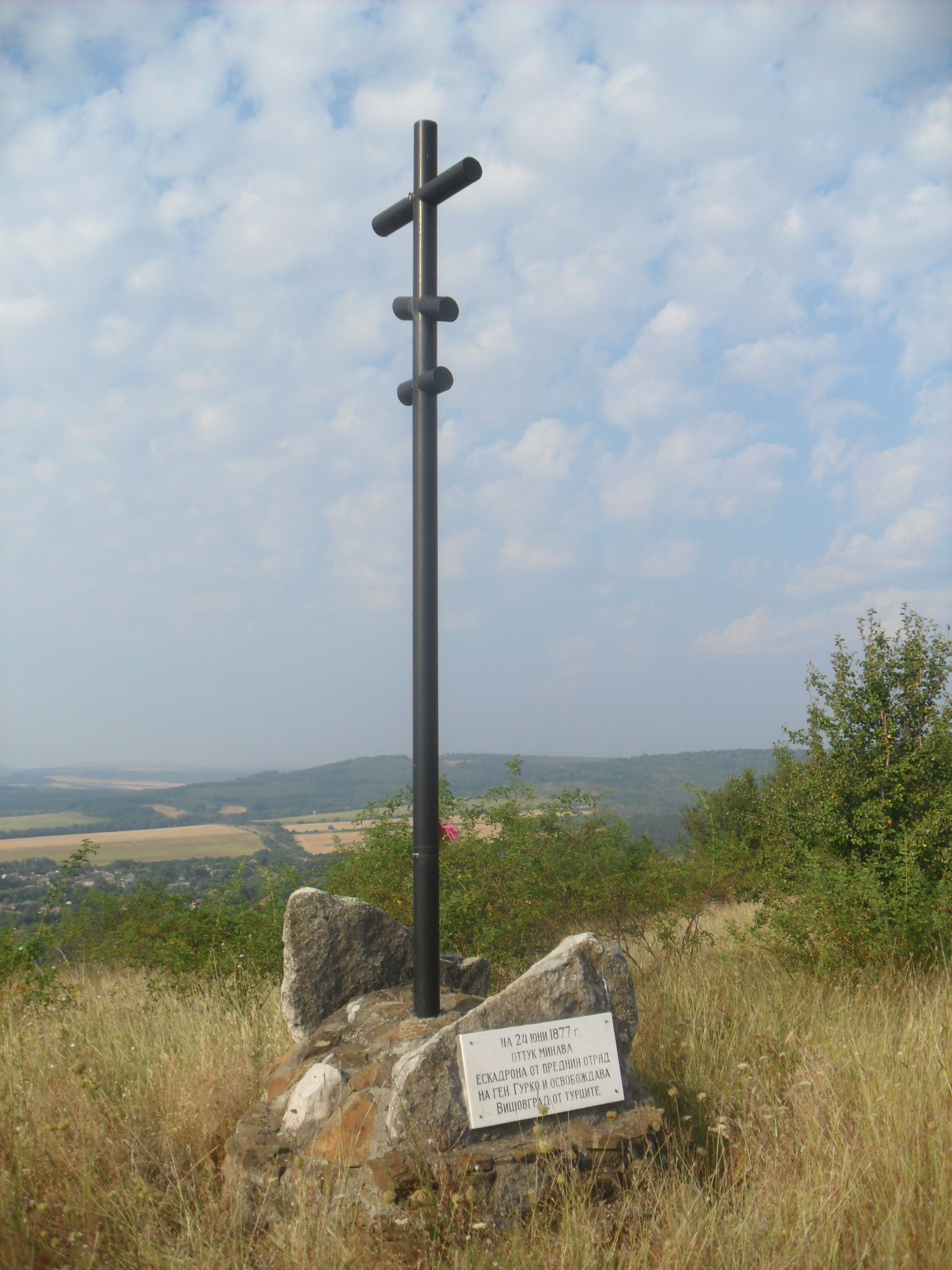
Памятник эскадрилий(часть армия Гурко, Иосиф Владимирович) выпустил Вишовград

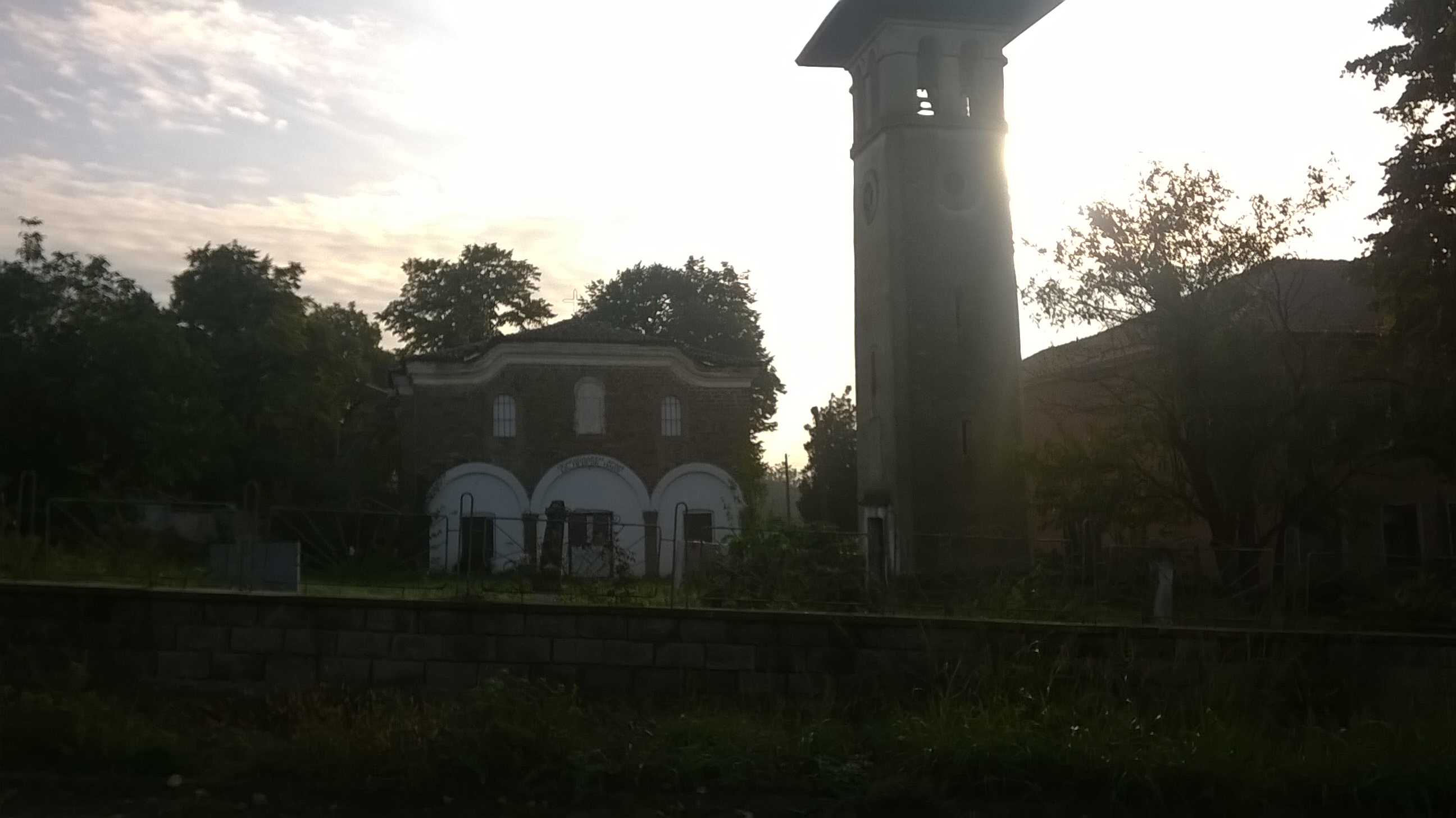
Православная церковь"Святой Пророк Илия"

Православная церковь"Святой Пророк Илия" построен в 1852.

## Начальная школа"Святой Кирил и Методий"
Первый монастырь школы построен в 1852.

## Общественный центр"Ради Фичев"
Общественный центр"Ради Фичев" создан в 1896 году.

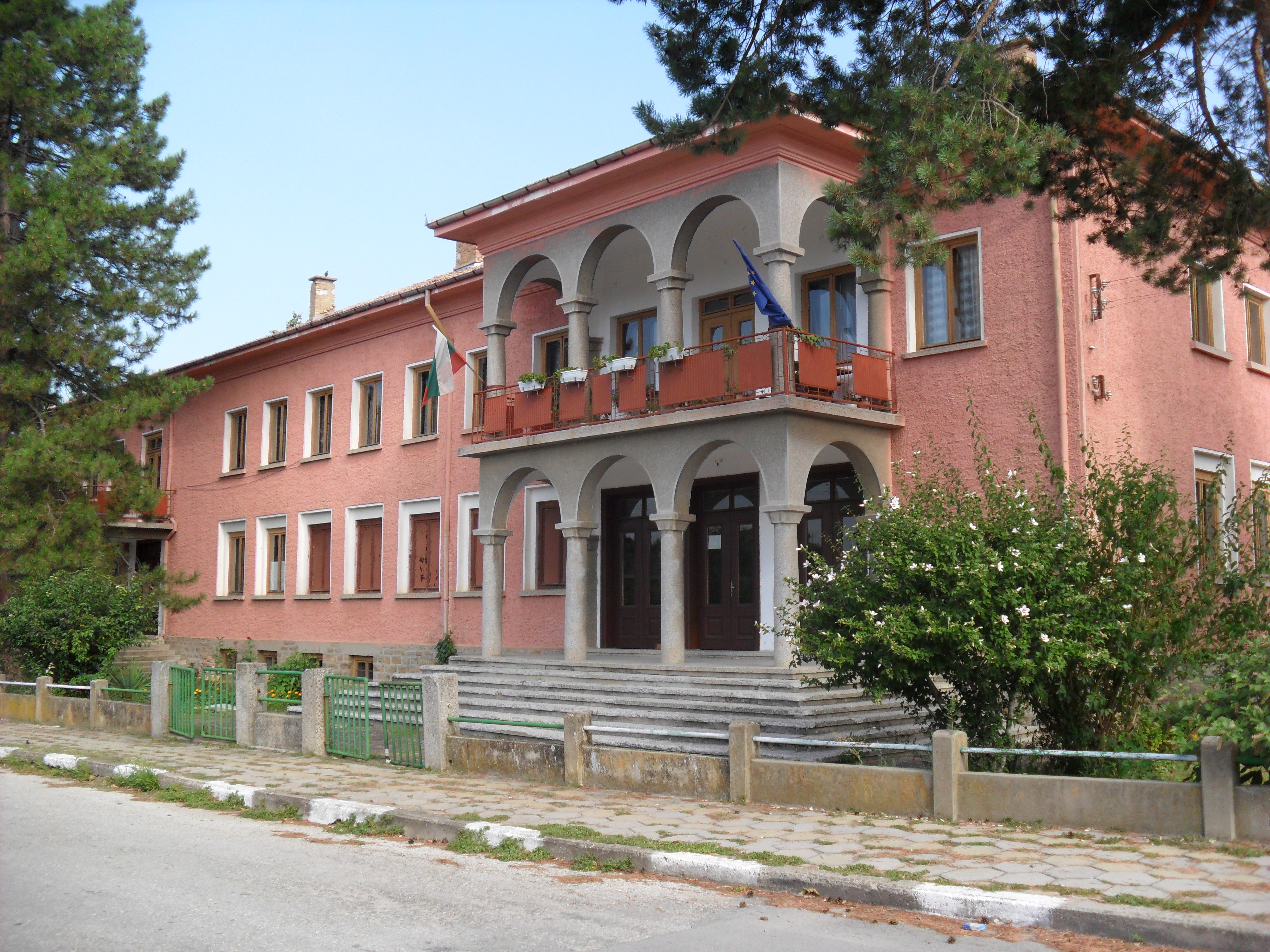
Общественный центр"Ради Фичев"

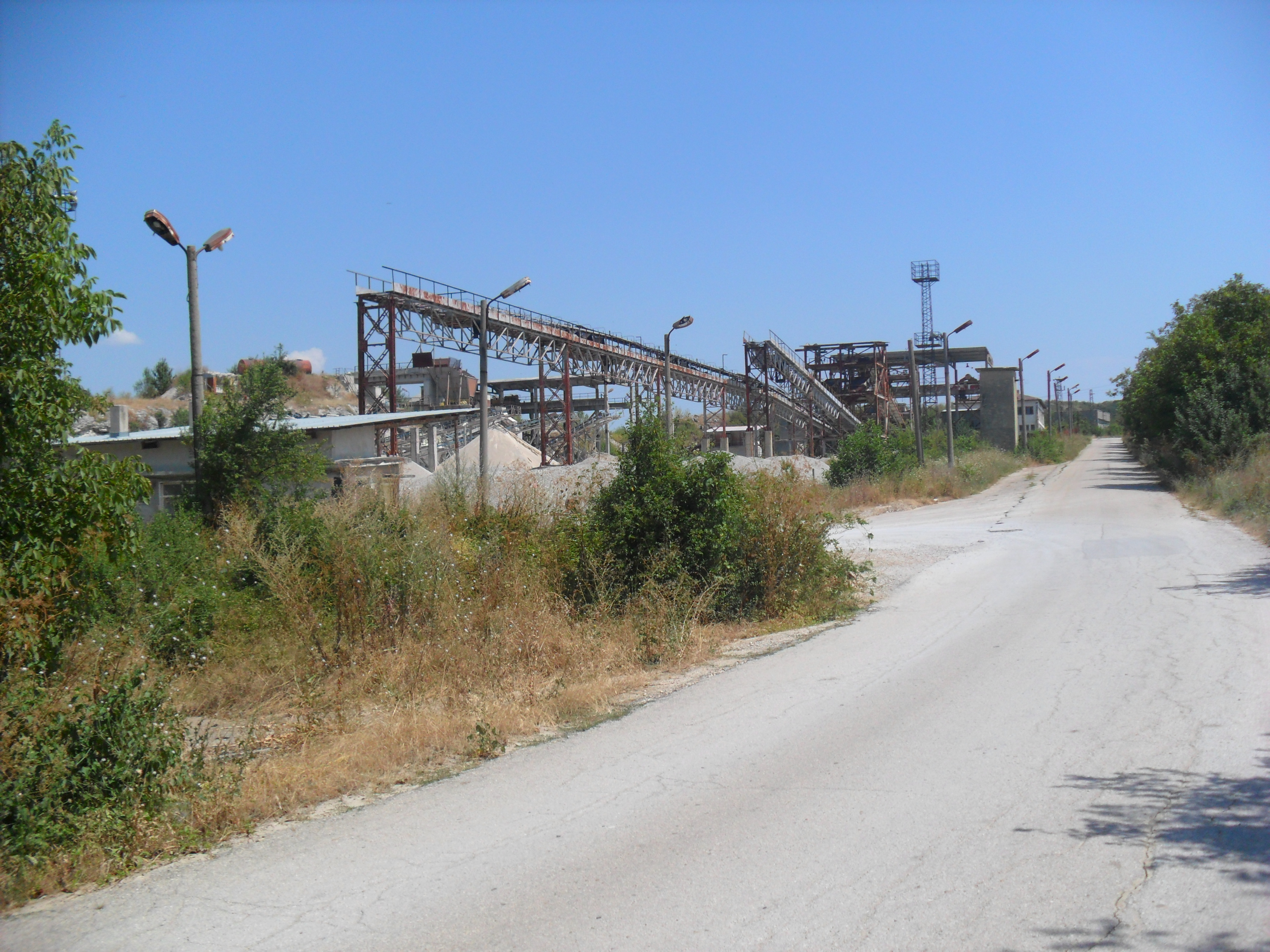
Каменный карьер Вишовград

## Сайтов
- Зарапово
- Дълги дол
- Чуката
- Голиш
- Ганьовия трап
- Бълклица
- Канлъ дере
- Кукувица

## Окрестности
- Селище
- Челвен бряг
- Асанца
- Вървище
- Корея

## знаменитости от Вишовград
- Мирчо войвода - революционный

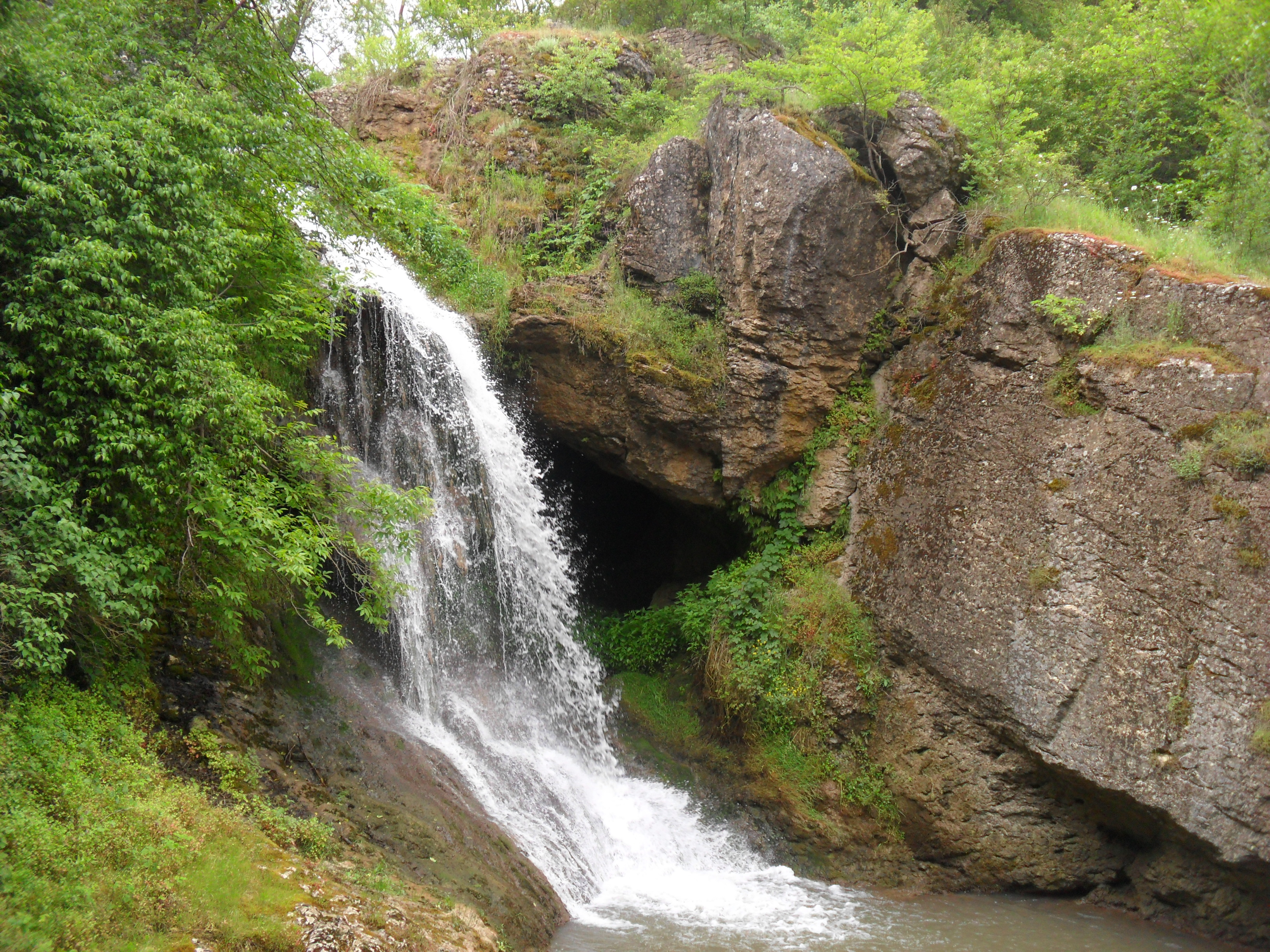
Водопад

- Миладин Иванов Колев - профессор Великотырновский университет
- Трифон Трифоновски - писатель